# Чартер Оук (Калифорнија)
Чартер Оук (енгл. Charter Oak) насељено је место без административног статуса у америчкој савезној држави Калифорнија.

## Демографија
По попису из 2010. године број становника је 9.310, што је 283 (3,1%) становника више него 2000. године.
| Група             | 2000.         | 2010.         |
| Белци             | 4.172 (46,2%) | 3.169 (34,0%) |
| Афроамериканци    | 431 (4,8%)    | 405 (4,4%)    |
| Азијати           | 830 (9,2%)    | 1.035 (11,1%) |
| Хиспаноамериканци | 3.302 (36,6%) | 4.546 (48,8%) |
| Укупно            | 9.027         | 9.310         |